# Gwiezdne wojny: część V – Imperium kontratakuje
Gwiezdne wojny, część V: Imperium kontratakuje (ang. Star Wars: Episode V – The Empire Strikes Back) – chronologicznie piąta część sagi Gwiezdne wojny, powstała jako druga w 1980 roku; wyreżyserowana przez Irvina Kershnera.
Akcja filmu dzieje się 3 lata po wydarzeniach ukazanych w filmie Gwiezdne wojny: część IV – Nowa nadzieja, 22 lata później niż akcja filmu Gwiezdne wojny: część III – Zemsta Sithów, 25 lat po Ataku klonów i po upływie 35 lat od wydarzeń z filmu Gwiezdne wojny: część I – Mroczne widmo.

## Fabuła
Jest rok 3 ABY, czyli trzy lata po  bitwie o Yavin (After Battle of Yavin). Lord Vader otrzymuje od Imperatora rozkaz odnalezienia dwudziestodwuletniego Luke’a Skywalkera, który trzy lata wcześniej zniszczył Gwiazdę Śmierci, i przeciągnięcia go na Ciemną Stronę Mocy. Vader wysyła sondy kosmiczne we wszystkie zakątki galaktyki.
Tymczasem rebelianci ukrywają się w tajnej bazie na śnieżnej planecie Hoth. Księżniczka Leia zarzuca Hanowi Solo, że decyduje się opuścić rebeliantów, by spłacić dług u Jabby. Będący już padawanem Jedi, komandor Luke Skywalker patroluje teren na swoim tauntaunie, gdy nagle zauważa – jak mniema – meteor, który uderza o śnieg. Chłopak nie wie, że w rzeczywistości jest to sonda Imperium. Skywalker postanawia to sprawdzić, lecz zostaje napadnięty przez wampę – śniegowego stwora, który zabiera go do swej jaskini. Kapitan Han Solo natomiast, zauważając, że jego przyjaciel nie wraca i nie odpowiada na sygnał, rusza na poszukiwania.
Tymczasem Luke odzyskuje przytomność wisząc do góry nogami. Jego niebieski miecz świetlny leży na śniegu. Używając Mocy chłopak przyciąga do siebie miecz, uwalnia się, a następnie odcina potworowi rękę i ucieka. Idąc przez śnieżną zawieruchę Skywalker upada z powodu wychłodzenia. Ukazuje mu się duch Bena Kenobiego, który każe mu lecieć na Dagobah, w celu kontynuowania szkolenia Jedi u mistrza Yody. Luke’a odnajduje Han, który wycina w brzuchu swojego martwego tauntauna dziurę, do której wkłada Luke’a, tym samym ratując mu życie.
Dzięki sondzie, Imperium odkrywa bazę rebeliantów i atakuje ją. Rozpoczyna się bitwa o Hoth, w której Imperium stosuje potężne maszyny kroczące. Luke Skywalker bierze udział w bitwie. Han i Chewbacca zabierają Leię i C-3PO w bezpieczne miejsce. Statek Imperium rusza za nimi. Baza Echo na Hoth zostaje zniszczona, a Luke wraz z R2-D2 leci na Dagobah.
TIE-myśliwce ścigają Sokoła Millenium, jednak te zwodzone przez statek Hana Solo zostają zniszczone przez asteroidy. Przemytnik w końcu chowa swój statek w kraterze jednej z asteroid. Okazuje się, że wylądowali w żołądku żyjącego na asteroidzie olbrzymiego exogortha. Wszyscy uciekają do miasta w chmurach na Bespinie, gdzie zarządza stary przyjaciel Hana – Lando Calrissian. Okazuje się, że Darth Vader już wcześniej przybył do Lando i zmusił go do wybierania pomiędzy nimi a dobrem mieszkańców Bespin. Vader, wiedząc, że Luke przybędzie na ratunek przyjaciołom, postanawia na niego zaczekać, używając Lei, Hana i Chewbacci jako przynęty. Han Solo zostaje zamrożony w karbonicie i ma zostać wysłany do Jabby Hutta. Tuż przed tym Leia mówi Hanowi, że go kocha, na co ten odpowiada: „Wiem”. Okazuje się, że Han przeżył zamrożenie.
Tymczasem Luke wraz z R2-D2 trafia na bagnistą planetę Dagobah, gdzie odnajduje Yodę. Yoda, mimo pewnych oporów, zostaje przekonany przez ducha Obi-Wana Kenobiego i rozpoczyna szkolenie Luke’a. Uczy go jak korzystać z Mocy. Przekonuje Luke’a, że żeby coś musiało się udać trzeba uwierzyć w to, że to się uda (zrezygnowanemu Luke’owi nie udaje się wyciągnąć X-winga z bagna, co Yoda czyni bez problemu). Jednym z ćwiczeń jest wejście do ciemnej jaskini, gdzie Luke ma za zadanie zmierzyć się z własnymi lękami (ukazuje mu się Darth Vader, którego Luke pokonuje, okazuje się, że pod maską jest jego własna twarz). W końcu Luke wyczuwa, że coś złego może stać się jego przyjaciołom, więc on też rusza do Bespin, by ich uratować.
Na miejscu spotyka Bobę Fetta – syna Jango Fetta, łowcę nagród wysłanego przez Jabbę w pogoń za Hanem Solo. Rozpoczyna z nim wymianę ognia. Po chwili młody Jedi wchodzi w głąb konstrukcji, gdzie spotyka Vadera. Obydwaj uruchamiają swoje miecze świetlne i rozpoczynają walkę. Vader podsyca nienawiść w Skywalkerze, mówiąc mu, żeby czerpał z niej siłę. W końcu Luke spycha przeciwnika na niższy poziom komory, lecz ten po chwili wydostaje się z ukrycia i ciska w młodzieńca różne przedmioty, używając Mocy. Vader ucina w walce Luke’owi prawą rękę w przedramieniu, po czym próbuje przeciągnąć go na ciemną stronę Mocy. Zdradza mu też, że wcale nie zabił ojca Skywalkera wbrew temu co bohater usłyszał przedtem od Obi-Wana – Luke dowiaduje się od Mrocznego Lorda, że to sam Vader jest tym ojcem.
Leia, Chewbacca i droidy, prowadzeni przez szturmowców, zostają uratowani przez Lando. Grupa rusza w pościg za Fettem, który prowadzi zamrożonego Hana Solo, jednak ten ucieka z łupem. Wraz z pomocą Lando bohaterowie uciekają z miasta Sokołem Millenium.
Tymczasem Vader kusi Luke’a wizją wspólnego rządzenia Galaktyką i obaleniem Imperatora Palpatine’a. Zdesperowany Skywalker nie daje mu się przekonać, ryzykuje i skacze w głąb otchłani. Kanałami ześlizguje się w dół, aż w końcu chwyta się anteny, znajdującej się pod miastem i używając Mocy wzywa Leię. Ta zawraca statek i zabiera osłabionego Luke’a. Zostaje mu podłączony bio-mechaniczny implant ręki. Równocześnie wciąż za pomocą Mocy porozumiewa się z ojcem.
W ostatniej scenie Luke przytula i pociesza Leię, a Lando Calrissian i Chewbacca ruszają na poszukiwanie Hana Solo.

## Obsada
| Postać                    | Aktor                                                                                                 | Polski dubbing     |
| ------------------------- | --- | ------------------ |
| Luke Skywalker            | Mark Hamill                                                                                           | Kacper Kuszewski   |
| Han Solo                  | Harrison Ford                                                                                         | Piotr Polak        |
| Leia Organa               | Carrie Fisher                                                                                         | Monika Pikuła      |
| Darth Vader               | David Prowse James Earl Jones (głos)                                                                  | Grzegorz Pawlak    |
| Lando Calrissian          | Billy Dee Williams                                                                                    | Jakub Szydłowski   |
| Chewbacca                 | Peter Mayhew                                                                                          | –                  |
| C-3PO                     | Anthony Daniels                                                                                       | Grzegorz Wons      |
| R2-D2                     | Kenny Baker                                                                                           | –                  |
| Yoda                      | Frank Oz                                                                                              | Mariusz Czajka     |
| Obi-Wan Kenobi            | Alec Guinness                                                                                         | Miłogost Reczek    |
| Boba Fett                 | Jeremy Bulloch Jason Wingreen (głos w wersji oryginalnej) Temuera Morrison (głos w edycji specjalnej) | –                  |
| imperator Sheev Palpatine | Elaine Baker Clive Revill (głos w wersji oryginalnej) Ian McDiarmid (edycja specjalna)                | –                  |
| admirał Firmus Piett      | Kenneth Colley                                                                                        | Wojciech Machnicki |
| generał Carlist Rieekan   | Bruce Boa                                                                                             | –                  |
| generał Maximilian Veers  | Julian Glover                                                                                         | –                  |
| Zev Senesca               | Christopher Malcolm                                                                                   | –                  |
| narrator                  | – | Piotr Borowiec     |

Zdjęcia głównych aktorów
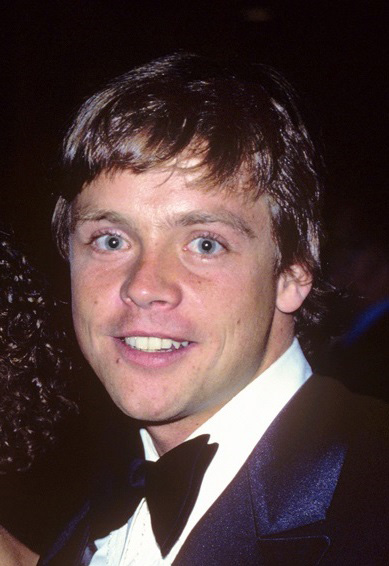
Mark Hamill w 1978.
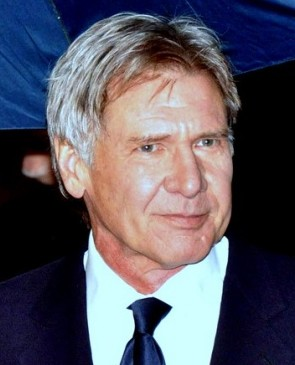
Harrison Ford w 2010.
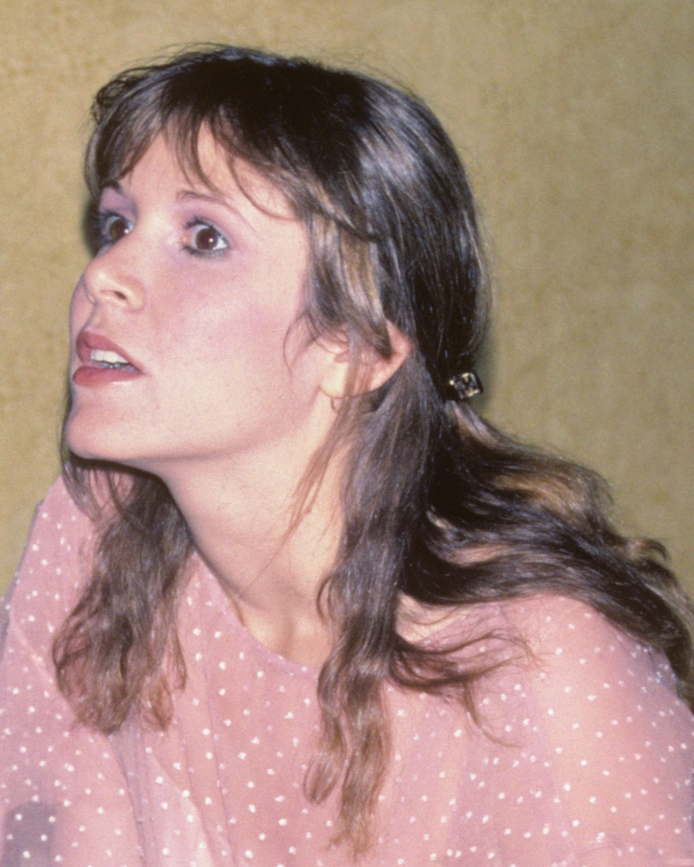
Carrie Fisher w 1978.
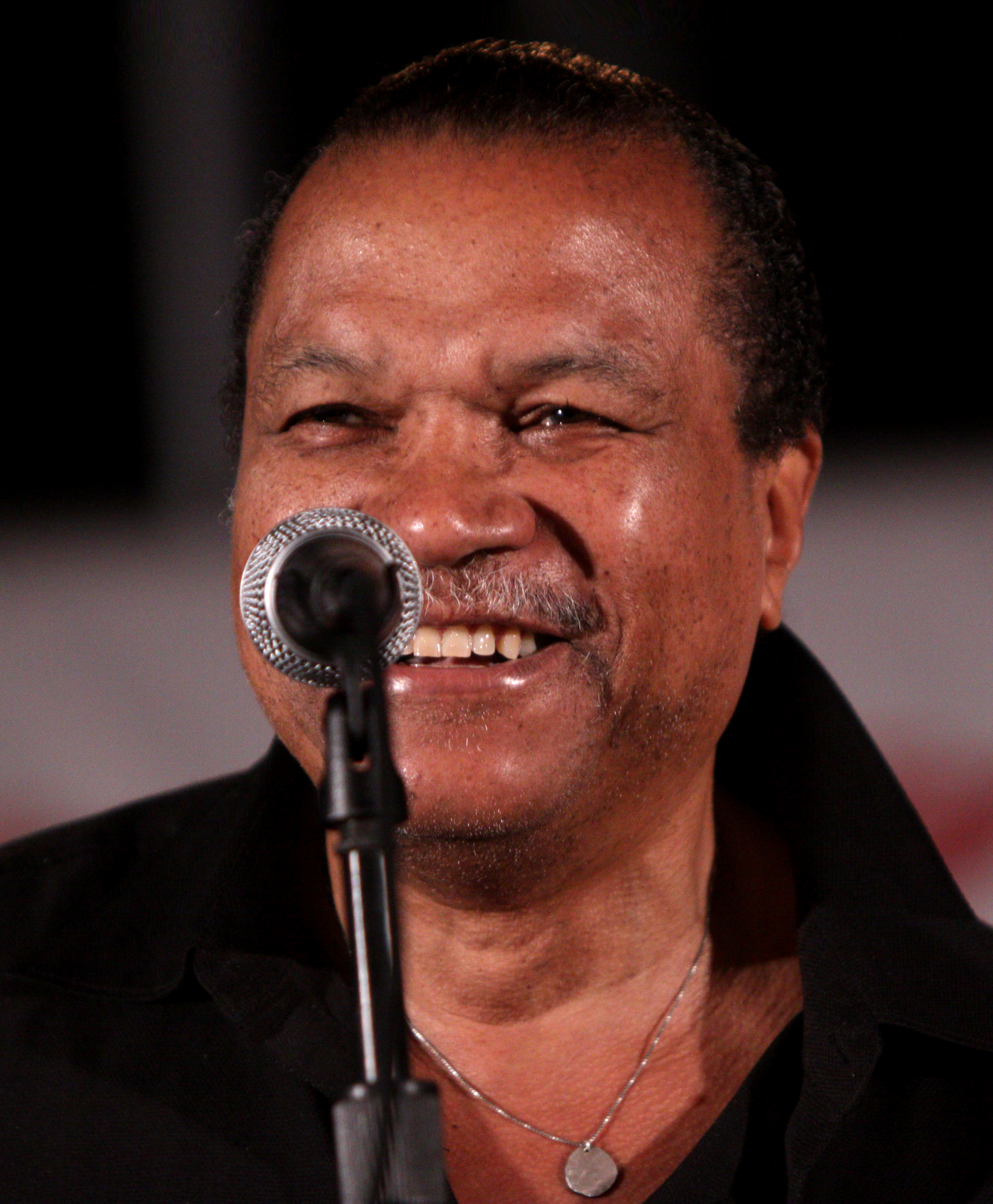
Billy Dee Williams w 2011.
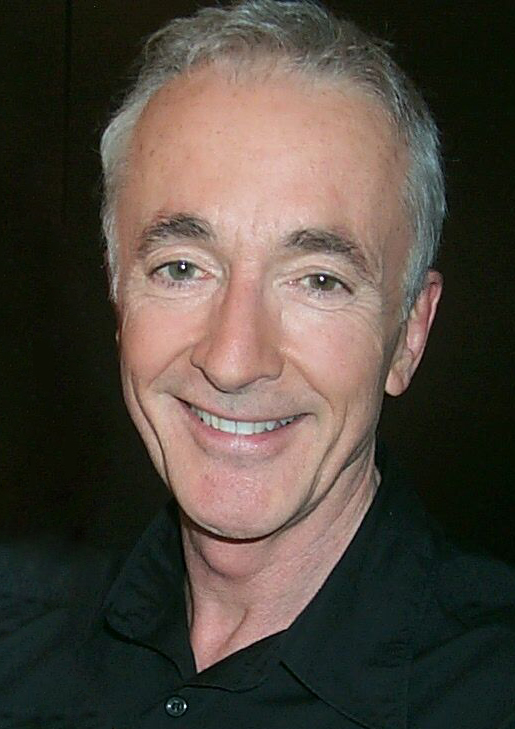
Anthony Daniels w 2005.
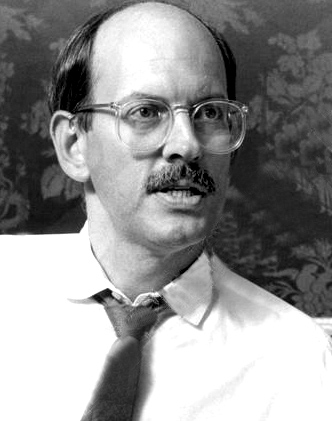
Frank Oz w 1984.
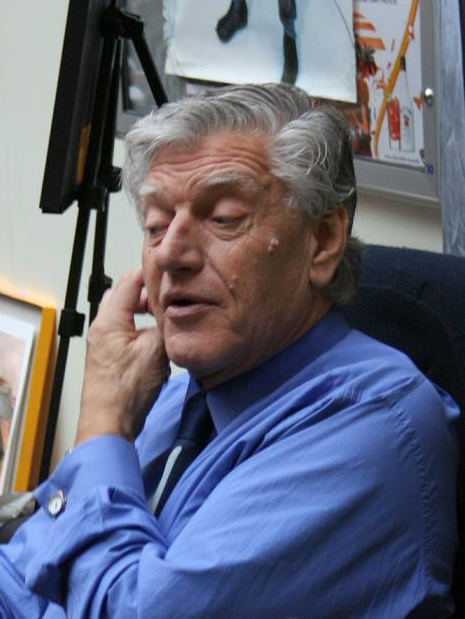
David Prowse w 2006.
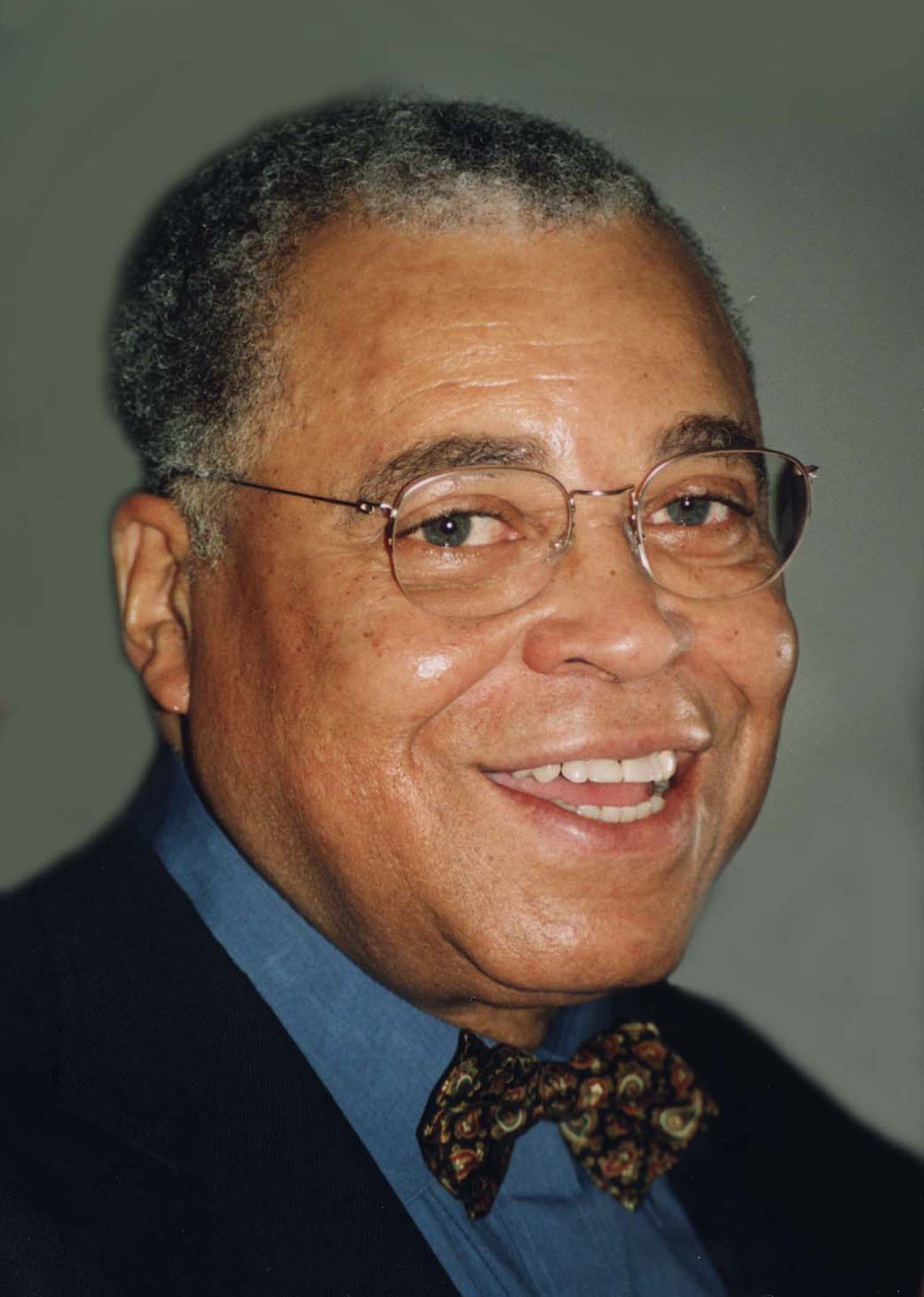
James Earl Jones w 2010.

## Edycje specjalne
W 1997 wydano edycję specjalną filmu, w której zawarto m.in. dodatkowe ujęcia śnieżnego potwora wampy na Hoth, dodatkowe ujęcia Miasta w Chmurach na Bespinie, wprowadzono kilka zmian w kwestiach bohaterów i do poszczególnych scen dodano efekty CGI. W 2004 wydano kolejną edycję specjalną, w której łowcy nagród Bobbie Fettowi podłożył głos Temuera Morrison zamiast Jasona Wingreena, w scenie w której Darth Vader rozmawiał z hologramem Imperatora, rolę Imperatora zagrał Ian McDiarmid, który podłożył mu głos (w oryginale głos podłożył mu Clive Revill); do tej sceny dodano też kilka kwestii Vadera i Imperatora.

## Odbiór

### Box office
Film okazał się sukcesem komercyjnym, jednak nie osiągnął tak dobrego wyniku jak pierwowzór z 1977. Imperium kontratakuje zarobiło w Stanach Zjednoczonych około 209 milionów dolarów przy budżecie wynoszącym 18 milionów, a na całym świecie w przybliżeniu 401.5 milionów, stając się najbardziej kasowym filmem 1980 roku

### Krytyka w mediach
W czasie swojej premiery Imperium kontratakuje zebrało mieszane recenzje od krytyków, którzy byli bardziej krytyczni niż w przypadku oryginalnego filmu Gwiezdne wojny z 1977. Część recenzentów uznała film za dobry, choć nie tak udany jak pierwowzór.  Zarzucano wtedy, iż zmiana tonalna względem poprzedniej części filmu, mroczniejsza treść i dojrzalsze wątki fabularne odebrały filmowi urok, zabawę i komiczną dziecinności oryginału. Reakcje fanów również były wówczas mieszane; widzowie byli zaniepokojeni zmianą klimatu filmu oraz decyzjami twórców filmu w kwestii fabuły i bohaterów (fakt, że Leia obdarzyła miłością Hana zamiast Luke’a oraz powiązanie głównego bohatera z postacią Vadera).
Pomimo początkowego przejawu krytyki, Imperium kontratakuje od tamtej pory, na przestrzeni lat, było poddawane ponownej, znacznie pozytywniejszej ocenie zarówno przez krytyków, jak i przez fanów filmowej serii. Dziś ten film uchodzi za przełomowy ze względu na swoje cliffhangerowe zakończenie, efekty specjalne oraz spory wpływ na kolejne mainstreamowe filmy. Jest też często uznawany za najlepszy film z serii Gwiezdnych wojen, a także jeden z najwybitniejszych i najbardziej znaczących filmów wszech czasów.
Na agregatorze Metacritic film uzyskał średnią ocen wynoszącą 82/100 punktów oraz wynik 94% (ze średnią 8,9) według serwisu Rotten Tomatoes.
W 2010 roku film został wybrany przez National Film Preservation Board do szczególnej ochrony i przechowywania w Bibliotece Kongresu i tym samym został wprowadzony do Narodowego Rejestru Filmowego jako „film znaczący kulturowo, historycznie lub estetycznie”.

### Nagrody i nominacje
Zdobył cztery nagrody Saturna (najlepszy film science-fiction, najlepszy aktor Mark Hamill, najlepszy reżyser Irvin Kershner i najlepsze efekty specjalne), nagrodę Grammy (najlepsza muzyka), nagrodę BAFTA (najlepsza muzyka).
Film został też dwukrotnie wyróżniony nagrodą Amerykańskiej Akademii Filmowej (Oscarem), w kategoriach:
- najlepsze efekty specjalne – Brian Johnson, Richard Edlund, Dennis Muren i Bruce Nicholson (była to nagroda specjalna),
- najlepszy dźwięk – Bill Varney, Steve Maslow, Gregg Landaker i Peter Sutton,

był również nominowany w kategoriach:
- najlepsza muzyka – John Williams,
- najlepsza scenografia – Norman Reynolds.

Film otrzymał ponadto nagrodę Hugo w kategorii najlepsza prezentacja dramatyczna w 1981 roku.